# Frédéric Bozo
Pour les articles homonymes, voir Bozo.
Frédéric Bozo est un historien français, né le 25 janvier 1963.
Il est spécialiste d'histoire des relations internationales.

## Biographie
Ancien élève de l’École normale supérieure (1983) et de l’Institut d'études politiques de Paris (1988), agrégé d’histoire (1986), docteur en histoire contemporaine de l’Université de Paris X-Nanterre (1993), et habilité à diriger des recherches (Université de Paris III-Sorbonne nouvelle, 1997), il a également étudié à l’université Harvard (1984-1985) et séjourné à l'Institut Nobel d’Oslo (2002). Il est chargé de recherches à l'Institut français de relations internationales depuis 1988, il a enseigné à l'Institut d'études politiques de Paris (1989-1992), à l'université de Nanterre (1992-1994), à l'université de Marne-la-Vallée (1994-1998), à l'université de Nantes (1998-2005) et actuellement à l'université de la Sorbonne Nouvelle.
Ses recherches portent plus spécifiquement sur les questions de sécurité et sur les relations transatlantiques.

## Publications
- Histoire secrète de la crise irakienne : La France, les États-Unis et l’Irak (1991-2003), Perrin, 2013.
- Mitterrand, la fin de la guerre froide et l’unification allemande, De Yalta à Maastricht, Éditions Odile Jacob, Paris, 2005.
- Relations internationales et stratégie de la guerre froide à la guerre contre le terrorisme (collectif), Presses universitaires de Rennes, Rennes, 2005.
- L'Amérique vraiment impériale ?, avec Stanley Hoffmann, Paris, Audibert, 2003. Version en anglais : Gulliver Unbound: America's Imperial Temptation and the War in Iraq, Washington, Rowman and Littlefield Lanham, 2004.
- États-Unis – Europe: réinventer l'Alliance, avec Jacques Beltran (dir.) Travaux et recherches de l'Institut français de relations internationales (IFRI), Paris, 2001.
- La France et l'alliance atlantique depuis la fin de la guerre froide - Le modèle gaullien en question (1989-1999) Cahier du centre d'études d'histoire de la défense (CEHD) no 17, Paris, 2001.
- Où en est l'Alliance atlantique ? L'improbable partenariat, Paris, IFRI, 1998. Version en anglais : Where does the Atlantic alliance stand ? The improbable partnership, 1999.
- La Politique étrangère de la France depuis 1945, La Découverte, Paris, 1997.
- La France et l'OTAN, 1949-1996, avec Maurice Vaïsse et Pierre Mélandri (dir.), Complexe, Bruxelles, 1996.
- Deux stratégies pour l'Europe. De Gaulle, les États-Unis et l'Alliance Atlantique (1958-1969), Plon, Paris, 1996.
- La France et l'OTAN. De la guerre froide au nouvel ordre européen, Masson, Paris, 1991.

### Débats
- 1989, le retour de la question allemande: vers la réunification. Débat avec Georges Saunier, Jean Musitelli, Tilo Schabert, La lettre de l'Institut François Mitterrand, 13 octobre 2005.
- L'OTAN doit-elle jouer un rôle plus politique ?, débat avec Espen Barth Eide dans La revue de l'OTAN, printemps 2005. Télécharger la revue en PDF
- The French Difference: An Exchange, débat avec Tony Judt dans The New York Review of Books, 5 juillet 2001. Lire le débat (en anglais)